# Jorge I, Príncipe de Waldeck e Pyrmont
Jorge I, Príncipe de Waldeck e Pyrmont (6 de Maio de 1747 – 9 de Setembro de 1813) foi um príncipe de Waldeck e Pyrmont entre 1812 e 1813.
Era filho de Carlos Augusto, Príncipe de Waldeck e Pyrmont e da condessa Cristiana Henriqueta do Palatinado-Zweibrücken.

## Príncipe de Waldeck e Pyrmont
O principado foi dividido em 1805, Pyrmont foi oferecido a Jorge, e o seu irmão Frederico Carlos Augusto ficou com Waldeck. Em 1807, Waldeck juntou-se à Confederação do Reno.
Quando o seu irmão morreu em 1812, Jorge passou a governar também em Waldeck.

## Casamento e descendência
Jorge casou-se com a princesa Augusta de Schwarzburg-Sondershausen, filha de Augusto II, Príncipe de Schwarzburg-Sondershausen e da princesa Cristina de Anhalt-Bernburg, em Otterwisch a 12 de Setembro de 1784. Tiveram nove filhos e quatro filhasː
1. Cristiana de Waldeck e Pyrmont (23 de Março de 1787 – 16 de Março de 1806), abadessa de Schaaken.
2. Carlos de Waldeck e Pyrmont (7 de Julho de 1788  – 3 de Outubro de 1795), morreu aos sete anos de idade.
3. Jorge II, Príncipe de Waldeck e Pyrmont (20 de Setembro de 1789 – 15 de Maio de 1845), casado com a princesa Ema de Anhalt-Bernburg-Schaumburg-Hoym, com descendência.
4. Frederico de Waldeck e Pyrmont (3 de Novembro de 1790 – 1 de Fevereiro de 1828), casado com a condessa Ursula Polle de Waldeck, com descendência.
5. Cristiano de Waldeck e Pyrmont (19 de Junho de 1792 – 8 de Julho 1795), morreu aos três anos de idade.
6. Augusta de Waldeck e Pyrmont (7 de Agosto de 1793 – 29 de Abril de 1794), morreu aos sete meses de idade.
7. João de Waldeck e Pyrmont (25 de Setembro de 1794 – 8 de Outubro de 1814), morreu aos vinte anos de idade solteiro e sem descendência.
8. Ida de Waldeck e Pyrmont (26 de Setembro de 1796 – 12 de Abril de 1869), casada com Jorge Guilherme, Príncipe de Schaumburg-Lippe, com descendência.
9. Wolrad de Waldeck e Pyrmont (23 de Abril de 1798 – 24 de Agosto de 1821), morreu aos vinte-e-três anos solteiro e sem descendência.
10. Matilde de Waldeck e Pyrmont (10 de Abril de 1801 – 13 de Abril de 1825), casada com o duque Eugénio de Württemberg, com descendência.
11. Carlos Cristiano de Waldeck e Pyrmont (12 de Abril de 1803   – 19 de Julho de 1846), casado com a condessa Amália de Lippe-Biesterfeld, com descendência.
12. Cristiano de Waldeck e Pyrmont (17 de Novembro de 1804  – 3 de Março de 1806), morreu aos dois anos de idade.
13. Hermano de Waldeck e Pyrmont (12 de Outubro de 1809  – 6 de Outubro de 1876), casado coma condessa Agnes Teleki de Szék, sem descendência.

## Genealogia
| Jorge I, Príncipe de Waldeck e Pyrmont | Pai: Carlos Augusto, Príncipe de Waldeck e Pyrmont  | Avô paterno: Frederico António Ulrico, Príncipe de Waldeck e Pyrmont | Bisavô paterno: Cristiano Luís, Conde de Waldeck                       |
| Jorge I, Príncipe de Waldeck e Pyrmont | Pai: Carlos Augusto, Príncipe de Waldeck e Pyrmont  | Avô paterno: Frederico António Ulrico, Príncipe de Waldeck e Pyrmont | Bisavó paterna: Ana Isabel de Rappoltstein                             |
| Jorge I, Príncipe de Waldeck e Pyrmont | Pai: Carlos Augusto, Príncipe de Waldeck e Pyrmont  | Avó paterna: Luísa do Palatinado-Zweibrücken-Birkenfeld              | Bisavô paterno: Cristiano II, Conde Palatino de Zweibrücken-Birkenfeld |
| Jorge I, Príncipe de Waldeck e Pyrmont | Pai: Carlos Augusto, Príncipe de Waldeck e Pyrmont  | Avó paterna: Luísa do Palatinado-Zweibrücken-Birkenfeld              | Bisavó paterna: Catarina Ágata de Rappoltstein                         |
| Jorge I, Príncipe de Waldeck e Pyrmont | Mãe: Cristiana Henriqueta do Palatinado-Zweibrücken | Avô materno: Cristiano III, Conde Palatino de Zweibrücken            | Bisavô materno: Cristiano II, Conde Palatino de Zweibrücken-Birkenfeld |
| Jorge I, Príncipe de Waldeck e Pyrmont | Mãe: Cristiana Henriqueta do Palatinado-Zweibrücken | Avô materno: Cristiano III, Conde Palatino de Zweibrücken            | Bisavó materna: Catarina Ágata de Rappoltstein                         |
| Jorge I, Príncipe de Waldeck e Pyrmont | Mãe: Cristiana Henriqueta do Palatinado-Zweibrücken | Avó materna: Carolina de Nassau-Saarbrücken                          | Bisavô materno: Luis Crato, Conde de Nassau-Saarbrücken                |
| Jorge I, Príncipe de Waldeck e Pyrmont | Mãe: Cristiana Henriqueta do Palatinado-Zweibrücken | Avó materna: Carolina de Nassau-Saarbrücken                          | Bisavó materna: Filipina Henriqueta de Hohenlohe                       |